# Zaostrog
Zaostrog, mjesto u južnom dijelu Makarskog primorja. U sastavu je općine Gradac.
Naselje Zaostrog se razvuklo u prirodnoj i prostranoj zavali, okruženo visokim i strmim obroncima planinskog masiva Biokovo - Rilić. Južni obronci Rilića s vrhom Šapašnik, 920 m, okružuju ga i štite sa sjevera, Viter 770 m, s istoka, a blaga zelena Plana 260 m, sa zapada. Bijelo žalo zelene i široke zaostroške vale oplakuje Jadransko more, koje se kroz Velika Vrata razlilo duboko u Neretvanski kanal sve do stonskih bistrina.

## Znamenitosti
Mjestom s 372 stanovnika (2001.) i danas dominira, više od pola milenija stari franjevački samostan sv. Marije s visokim zvonikom. Posjetiteljima je u samostanu otvoren muzej, etnološka zbirka, galerija i velika knjižnica s preko 30.000 naslova, značajnim dijelom iz starije hrvatske književnosti.
Tu je dio svog stvaralačkog života proveo, možda najistaknutiji hrvatski pučki pjesnik, fra Andrija Kačić Miošić, poznat i omiljen u puku kao "Starac Milovan", kao i njegovo najveće djelo "Razgovor ugodni naroda slovinskog". U samostanu, iza samog praga glavnog ulaza župne crkve "Uznesenja Marijina", iznad kojeg stoji kamena ploča isklesana povijesnim pismom, hrvatskom ćirilicom, nalazi se i fra Andrijin grob s posvetom;

## Povijest
Prema zapisima bizantskog cara Konstantina Porfirogeneta, tvrđa Ostrog pod Viterom po kojoj je Zaostrog kasnije dobio ime (za-Ostrog), bila je glavni grad i utvrda tadašnje hrvatske države Paganije, koju su osnovali Neretvani.
Na vrhuncu svoje moći (9. i 10. st.), Paganija se prostirala od rijeke Cetine sa zapada, do rijeke Neretve na istok. Sjeverna granica se protezala visovima Ljubuše, Vrana i Čvrsnice, a pripadali su joj još poluotok Pelješac, te otoci Brač, Hvar, Korčula i Mljet s juga. Postoji zanimljivost koja se prenosi generacijama, da je za lijepa dana tadašnji poglavar Paganije s Vitera nad Ostrogom, pogledom mogao obuhvatiti gotovo sve krajnje točke svog državnog posjeda, što je ujedno izazov planinarima i slobodnim penjačima. 
U prvim godinama prošlog stoljeća, Austro-Ugarska Monarhija, čiji je sastavni dio tada bila i Dalmacija, izgradila je mul (pristanište) i regulirala seosku bujicu. Iako je za razliku od bujice, zaostroški mul teško stradao u potresu 1962. godine, oba objekta imaju povijesno-spomeničku vrijednost.
Zaostrog je 1935. imao 700 stanovnika dok je 200 bilo iseljeno u inozemstvo.

## Stanovništvo
| broj stanovnika | 535   | 598   | 633   | 683   | 706   | 716   | 698   | 585   | 354   | 365   | 327   | 315   | 254   | 270   | 372   | 330   | 220   |
|                 | 1857. | 1869. | 1880. | 1890. | 1900. | 1910. | 1921. | 1931. | 1948. | 1953. | 1961. | 1971. | 1981. | 1991. | 2001. | 2011. | 2021. |

## Gospodarstvo
Žitelji Zaostroga danas uglavnom žive od iznajmljivanja soba i apartmana, za vrijeme turističkih sezona, kao i od malo poljodjelstva i ribarstva. Unatoč turističkim gužvama za vrijeme ljetnih sezona, mjesto se može pohvaliti standardiziranom ponudom kao i s kvalitetom ugostiteljskih, te popratnih usluga i sadržaja. Mjesto u budućnosti ima relativno velik prostor za napredak.
Zaostrog bi, obzirom na gotovo idealan geografski položaj i bogato povijesno naslijeđe, s osmišljenim i uređenim javnim površinama, strogo urbaniziranom i ograničenom izgradnjom i razvojem imao perspektivu kao zvučnije turističko odredište. Tim više, jer je za razliku od nekih drugih priobalnih mjesta, prilično sačuvan od ružne betonizacije i mastodontskih apartmanskih građevina.

## Zanimljivosti
Gašpar Vinjalić je o povijesti Zaostroga i borbi s Turcima o godini 1690. napisao: "...u Zaostrog dođu i stanovnici Brača i Hvara s njihovim jačim ženama, a tako i narod Poljica, Omiša i Primorja, skupa s ženama koje su unovačene. Došli su s lađama i izabranici iz Kaštela i Splita... Sve u svemu mjesto i riva Zaostrog nikada nisu vidjeli više naroda i lađa. Podnarednik general naredi pokret, a vođe su bili redovnici iz samostana... Žene s hranom i granatama na leđima, praćene vlastitim muževima i rodbinom, iđahu iza jedinica. Kad bi odložile teret, opet su se, uz pratnju, vraćale sve dok nisu sve prenijele."

## Spomenici i znamenitosti
- Franjevački samostan i crkva Uznesenja BDM
- Crkva sv. Barbare

## Poznate osobe
- Fra Grgur iz Zaostroga, kršćanski mučenik
- Ante Kosovich, pisac u dijaspori (Novi Zeland)